# ジオゴ・フィゲイラス
ジオゴ・ジョゼ・ロザリオ・ゴメス・フィゲイラス（Diogo José Rosário Gomes Figueiras 、1991年7月1日 - ）は、ポルトガル・カスタニェイラ・ド・リバテージョ出身のプロサッカー選手。FCファマリカン所属。ポジションは、ディフェンダー（ライトバック）。

## 経歴
2013年7月18日、セビージャFCと4年契約を結んだ。9月28日のレアル・ソシエダ戦でラ・リーガデビューを果たした。
2016年5月25日、オリンピアコスFCに150万ユーロの3年契約で移籍した。
2018年1月30日、3年契約でSCブラガに移籍した。
2021年1月21日、FCファマリカンに1年半契約で移籍した。